# Marco Richter
Marco Richter (Friedberg, 24 de noviembre de 1997) es un futbolista alemán que juega en la demarcación de delantero para el SV Darmstadt 98 de la 2. Bundesliga.

## Biografía
Tras formarse como futbolista en el Bayern de Múnich, en 2012 pasó a la disciplina del F. C. Augsburgo. Allí empezó a subir de categoría hasta que en 2015 debutó con el segundo equipo. Dos temporadas después, el 14 de octubre de 2017 debutó con el primer equipo, haciendo su debut como profesional en un encuentro de la Bundesliga contra el TSG 1899 Hoffenheim. Permaneció en el club hasta agosto de 2021, momento en el que se marchó traspasado al Hertha Berlín. En el equipo capitalino estuvo dos años antes de fichar por el 1. FSV Mainz 05, donde en su primera temporada marcó un único gol en 21 partidos. En agosto de 2024 fue cedido al Hamburgo S. V. y en julio de 2025 al SV Darmstadt 98.

## Clubes
| Club                     | País     | Año       | Partidos | Goles |
| ------------------------ | -------- | --------- | -------- | ----- |
| F. C. Augsburgo II       | Alemania | 2015-2017 | 62       | 41    |
| F. C. Augsburgo          | Alemania | 2017-2021 | 102      | 13    |
| Hertha Berlín            | Alemania | 2021-2023 | 66       | 14    |
| 1. FSV Mainz 05          | Alemania | 2023-2024 | 21       | 1     |
| Hamburgo S. V. (cedido)  | Alemania | 2024-2025 | 28       | 1     |
| SV Darmstadt 98 (cedido) | Alemania | 2025-     |          |       |